# Martim Avillez Figueiredo
Martim de Oliveira de Avillez Figueiredo (Lisboa, Alcântara, 17 de agosto de 1972) é um jornalista português.

## Família
É filho de Luís Miguel da Trindade Oliveira Figueiredo (Alcobaça, Alcobaça, 11 de Julho de 1949 - 31 Janeiro de 1976) e de sua mulher (Setúbal, a 28 de Novembro de 1970) Maria Madalena de Oliveira de Avilez (6 de Fevereiro de 1949), Licenciada em Ciências Sociais e Políticas, trineta do 8.º Conde das Galveias e tetraneta do 1.º Visconde do Reguengo e 1.º Conde de Avilez, e irmão de Filipe Avillez de Oliveira Figueiredo (Lisboa, Alcântara, 20 de Janeiro de 1976), Licenciado em Design Gráfico. A mãe é prima-irmã de Maria José Nogueira Pinto e Maria João Avillez. É primo em terceiro grau de José Avillez.
Casou a 10 de Outubro de 1998 com Rita Maria de Carvalho, Licenciada em Arquitetura, com quem tem dois filhos, nascidos em 2002 e 2004.

## Carreira
Licenciou-se em Comunicação Social e Cultural, na Universidade Católica Portuguesa. Na mesma instituição obteve o mestrado em Teoria e Ciência Política Contemporânea, tendo feito investigação no St. Catherine's College, em Oxford. Iniciou a sua carreira n' O Independente, em 1992, de onde saíu para a Grande Reportagem, em 1995, e para a Focus, em 1998. Posteriormente foi director-adjunto da Maxmen, entre 2001 e 2004, e subdirector da Sábado, em 2004. Em 2004, tornou-se director do Diário Económico, exercendo as mesmas funções no i, criado em 2009. Abandonou esse cargo em 2010, tendo ingressado no Grupo Impresa. Comentador convidado na SIC Notícias.